# Camp Slaughter
Camp Slaughter är en svensk slasherfilm från 2004, regisserad av Martin Munthe. Filmen fick övervägande negativa recensioner men välkomnades av många skräckfilmsfans som längtat efter svenskproducerad skräckfilm. 

## Handling
Sex ungdomar åker till ett nedlagt sommarläger för en föräldrafri helg. När den närmsta grannen, som är mentalsjuk och därför gömts av sin adliga familj, hittar dem blir det en kamp på liv och död.

## Om filmen
Filmen är inspelad på Östergården på Barnens Ö och Bogesunds slott och hade en budget på 2,5 miljoner svenska kronor. Dock investerade de flesta i filmteamet och rollbesättningen sina arvoden i produktionen - de facto betalades alltså inte hela beloppet ut. Filmen spelades in med DV-kameror.
Premiären skedde på biograf Draken i Stockholm den 17 januari 2004. Distributionen skedde helt via digitala projektorer vilket var nytt vid den tiden. Filmen visades på 11 biografer över Sverige och var tillåten från 15 år.

## Rollista
- Robert Arlinder - Mike
- Fred Anderson - Fluffy
- Richard Lidberg - Bunnyman
- Karin Bertling - Constance
- Michael Mansson - Left
- Viktor Friberg - den gamle
- Erica Carlson - Trudy
- Christina Luoma - Cindy
- Christian Magdu - Adrian
- Sandra Mansson - sköterskan
- Annika Marklund - Karen
- Sofie Norman - Alice
- Eva Söderquist - Marge

## Musik i filmen
- I Can Do Better than That, framförd av Norrbotten Big Band

## Mottagande
- Expressen [2]
- Moviezine [3]
- Svenska Dagbladet [4]